# Nola Falacci
Detektivka Nola Falacci je fiktivni lik iz serije Zakon i red: Zločinačke nakane kojeg igra Alicia Witt. 
Det. Falacci je u seriju došla u epizodi "Seeds" kao privremena partnerica detektiva Mikea Logana (Chris Noth) u Odjelu za teške zločine. U seriju je došla kao zamjena za detektivku Megan Wheeler (Julianne Nicholson) koja u Europi uči europske policajce američkoj policijskom proceduri. Det. Falacci je jako uporna i često zauzima stav glavnog detektiva na slučaju što je uzrokovalo da ju kapetan Danny Ross (Eric Bogosian) opiše kao "ne previše društvenu osobu". Logan je nadodao kako je konačno sretan što će on biti "diplomatski" policajac nakon nekoliko partnerstava u kojima je on bio tvrdoglaviji. 
Nola je s majčine strane Irkinja, a s očeve Talijanka. Udana je i ima djecu. 